# The Blue Streak
The Blue Streak er en amerikansk stumfilm fra 1917 af William Nigh.

## Medvirkende
- William Nigh
- Violet Palmer
- Ruth Thorp
- Martin Faust
- Ned Finley